# Lambada (El Ritmo Caliente Prevaloso)
Lambada (El Ritmo Caliente Prevaloso), è un singolo del disc jockey, produttore discografico e conduttore radiofonico italiano Carlo Prevale.
Inizialmente il singolo fu pubblicato in tutto il mondo il 27 luglio 2012 dall'etichetta discografica Fluida Records di Torino, ma ritirato dal commercio un mese dopo, per volontà di Carlo Prevale, a causa di un disaccordo con l'editore.
Il 18 ottobre 2018 viene ripubblicato dall'etichetta discografica italiana di musica elettronica Plast Records. La particolarità di Lambada (El Ritmo Caliente Prevaloso), è che la voce del brano ricorda quella delle produzioni dance firmate dai Datura degli anni 90.
L'album EP è incentrato sul celebre brano di successo mondiale Lambada, pubblicato come singolo nell'estate del 1989 dal gruppo musicale francese Kaoma. L'EP è composto da 2 brani in versione extended e radio mix, realizzati, arrangiati e missati da Prevale.

## Tracce
Musiche di Jean Karakos, Olivier Lorsac; edizioni musicali Plast Records.
1. Prevale – Lambada (El Ritmo Caliente Prevaloso (Radio Mix) – 3:30 (musica: Jean Karakos, Olivier Lorsac)
2. Prevale – Lambada (El Ritmo Caliente Prevaloso (Extended Mix) – 5:15 (musica: Jean Karakos, Olivier Lorsac)

Durata totale: 8:45